# Pseudomicrommata longipes
Pseudomicrommata longipes là một loài nhện trong họ Sparassidae.
Loài này thuộc chi Pseudomicrommata. Pseudomicrommata longipes được miêu tả năm 1895 bởi Friedrich Wilhelm Bösenberg & Lenz.